# Мшашка (приток Мсты)
Мшашка — река в России, протекает по Новгородскому району Новгородской области. Устье реки находится в 18 км по правому берегу реки Мста. Длина реки составляет 17 км.
Река пересекает автодорогу М10 «Россия» (старый и новый участки) и Вишерский канал. На правом берегу реки в месте пересечения со старым участком автодороги М10 стоит деревня Мшага.

## Притоки
- Справа впадает Шуйко
- Слева впадает Чёрный
- Справа впадает Озерки
- Слева впадает Мутницкий

## Данные водного реестра
По данным государственного водного реестра России относится к Балтийскому бассейновому округу, водохозяйственный участок реки — Мста без р. Шлина от истока до Вышневолоцкого г/у, речной подбассейн реки — Волхов. Относится к речному бассейну реки Нева (включая бассейны рек Онежского и Ладожского озера).
Код объекта в государственном водном реестре — 01040200212102000019753.